# アーノルド・クーパー
アーノルド・クーパー（英: Arnold M. Cooper、1923年 - 2011年6月9日）は、アメリカ合衆国の医学者、精神科医。
パーソナリティ障害の治療で知られる。自己愛とマゾキズムの関係への精神分析的研究を行った。晩年はウェイルコーネル医科大学医学部名誉教授となり、多くの学生を教えた。

## 関連人物
- ジェームス・マスターソン
- オットー・カーンバーグ